# 坂本百大
坂本 百大（さかもと ひゃくだい、1928年3月15日 - 2020年12月17日）は、日本の哲学者（科学哲学・記号論理学・記号学・生命倫理・心の哲学）。心身問題に対するひとつの解答として原一元論を提唱した。青山学院大学名誉教授。

## 略歴
1928年、台湾で生まれた。東京都目黒区出身。1948年、第一高等学校文科丙類に入学。1949年に卒業し、東京大学教養学部に入学。東京大学文学部哲学科に移り、1954年を卒業。同大学院人文科学研究科に進んで、1956年に修士課程を修了。1958年よりジョンズ・ホプキンス大学大学院哲学科で学び、その後もカリフォルニア大学ロサンジェルス校大学院哲学科、カリフォルニア大学バークレー校数学科で学んだ。
1963年9月、東京薬科大学助教授に就いた。1964年に駒澤大学文学部専任講師となり、1971年に助教授昇格。1972年、青山学院大学経済学部教授に転じた。1994年に青山学院大学を退職し、名誉教授となった。その後は日本大学文理学部教授として教鞭を執った。2000年に日本大学を定年退職した。
在任中には、1969年9月よりシカゴ大学、プリンストン大学客員研究員。1979年から1980年まで ウィーン大学客員研究員であった。1991年には放送大学客員教授。
2020年12月17日、誤嚥性肺炎のため、目黒区の病院で死去。92歳没。

## 著作
著書
- 『人間機械論の哲学 心身問題と自由のゆくえ』（勁草書房） 1980
- 『心と身体 原一元論の構図』（岩波書店） 1986
- 『言語起源論の新展開』（大修館書店） 1991
- 『哲学的人間学』（放送大学） 1992

共編著
- 『現代論理学』（坂井秀寿共著、東海大学出版会） 1968
- 『思考とは何か 数学・物理学・工学・行動科学・心理学・哲学の側面から』（山内恭彦・梅岡義貴共編、ダイヤモンド社） 1970
- 『ことばの哲学』（編著、学文社、現代哲学選書） 1972
- 『システム その科学と哲学』（編、ダイヤモンド社） 1974
- 『正義と無秩序』（長尾竜一共編、国際書院） 1990
- 『科学哲学 現代哲学の転回』（野本和幸共編著、北樹出版） 2002
- 『生命倫理 21世紀のグローバル・バイオエシックス』（青木清・山田卓生共編著、北樹出版） 2005

翻訳
- 『オートメーションと現代』（The Voice of America 編、吉村融共訳編、誠信書房） 1965
- 『現代の科学哲学』（Voice of America 編、大出晁共監訳、誠信書房） 1967
- 『言語と行為』（ジョン・L・オースティン、大修館書店） 1978
- 『現代のイギリス哲学 ムーア・ウィトゲンシュタイン・オースティン』（G・J・ワーノック、宮下治子共訳、勁草書房、双書プロブレーマタ） 1983
- 『マインズ・アイ - コンピュータ時代の「心」と「私」』（ダグラス・ホフスタッター, ダニエル・デネット編著、監訳、TBSブリタニカ） 1984
- 『言語行為 言語哲学への試論』（J・R・サール、土屋俊共訳、勁草書房、双書プロブレーマタ） 1986
- 『現代哲学基本論文集』1 - 2（編、勁草書房、双書プロブレーマタ） 1986 - 1987
- 『心の概念』（ギルバート・ライル、井上治子, 服部裕幸共訳、みすず書房） 1987
- 『オースティン哲学論文集』（J・O・アームソン, G・J・ウォーノック編、監訳、勁草書房、双書プロブレーマタ） 1991
- 『考えることを考える』（ロバート・ノージック、共訳、青土社） 1997
- 『志向性 心の哲学』（ジョン・サール、監訳、誠信書房） 1997
- 『思考について』（ギルバート・ライル、共訳、みすず書房）　1997